# United Liberal Party
United Liberal Party (ULP) är ett politiskt parti i Zambia, bildat i juli 2006 av Sakwiba Sikota sedan denne förlorat partiledarvalet inom United Party for National Development.
I parlamentsvalet den 28 september 2006 fick partiet 2 av 159 mandat.
ULP ingår numera i oppositionsalliansen United Democratic Alliance.